# 마이보
마이보(중국어 간체자: 马弋博, 정체자: 馬弋博, 병음: Mǎ Yìbó, 한자음: 마익박, 1980년 8월 5일 ~ )는 중화인민공화국의 필드하키 선수이다.